# Ащеулова, Надежда Алексеевна
Наде́жда Алексе́евна Ащеу́лова (род. 25 марта 1978, Бийск, Алтайский край) — российский социолог, директор Санкт-Петербургского филиала «Институт истории естествознания и техники им. С. И. Вавилова РАН», главный редактор журнала «Социология науки и технологий», Президент 23 комитета социологии науки и технологий Международной социологической ассоциации (2014—2018), кандидат социологических наук.

## Биография
Родилась в городе Бийске Алтайского края. Окончила Бийский лицей с серебряной медалью в 1995 году.
В 1996—2001 годах обучалась на социологическом факультете Санкт-Петербургского государственного университета. С 1997 года занималась научной работой в Санкт-Петербургском филиале Института истории естествознания и техники им. С. И. Вавилова РАН. По окончании университета поступила в аспирантуру указанного института, где вскоре стала заместителем руководителя  Международной школы социологии науки и техники.
В 2006 году защитила диссертацию на соискание степени кандидата социологических наук по теме «История социологии науки в Ленинграде — Санкт-Петербурге». Научный руководитель — Заслуженный деятель науки РФ, профессор, доктор философских наук С. А. Кугель.
2007—2013 руководитель Центра социолого-науковедческих исследований Санкт-Петербургского филиала Института истории естествознания и техники имени С. И. Вавилова Российской академии наук.
2013—2015 — учёный секретарь Санкт-Петербургского филиала Института истории естествознания и техники имени С. И. Вавилова РАН.
С 20 мая 2015 года — директор Санкт-Петербургского филиала Института истории естествознания и техники имени С. И. Вавилова РАН.

## Членство в профессиональных ассоциациях
- С 1998 г. — член Российской социологической ассоциации, Руководитель ИС РОС Социологии науки и технологий
- С 1999 г. — член Санкт-Петербургской ассоциации социологов, 2000—2001 гг. — член правления Санкт-Петербургской ассоциации социологов[2]
- С 1999 г. — член Европейской социологической ассоциации[3], советник правления 24 исследовательской сети ЕСА
- С 2000 г. — член Санкт-Петербургского союза учёных
- С 2007 г. — член Международной социологической ассоциации (Комитет социологии науки и технологий, RC23), Президент 23 комитета социологии науки и технологий Международной социологической ассоциации[4]
- С 2011 г. — международный эксперт Научного Фонда «Захир»

## Научные интересы
История и теория социологии науки, современные научные системы, роль науки в истории государства, современная организация науки, общественное понимание науки, национальные академические системы, особенности подготовки научной элиты, мобильность ученых, исследовательская карьера

## Награды
- Победитель конкурса молодых учёных Санкт-Петербурга (1999)
- Победитель конкурса молодых учёных СПб НЦ РАН по гуманитарным наукам (2008)

## Публикации
ПРОФИЛЬ в e-library
Монографии
Ащеулова Н. А., Душина С. А. Мобильная наука в глобальном мире / ред. В. М. Ломовицкая. — СПб.: Нестор-История, 2014. — 224 с.
Книги под редакцией
- K. Prpić, I. van der Weijden and N. Asheulova (Eds.) (2014). (Re)searching Scientific Careers. St Petersburg: IHST/RAS — Nestor-Historia — SSTNET/ESA.
- SocioEconomic and Technological Innovation: Mechanism and Institutions (2014) Eds. Mandal К., Asheulova N., Kirdina S. Narosa Publishing House Pvt.LTD. New Delhi. 540 р
- Special Issue on the 100th anniversary of Robert K. Merton’s birth / Edited by Nadia Asheulova // Sociology of Science and technology, Volume 1, Number 4, 2010, 227 pp.
- Реформы науки и техники в РФ и КНР: итоги и перспективы / Под ред. Н. А. Ащеуловой, Оу Бао, Э. И. Колчинского // СПб.: Нестор-История, 2009. — 356 с.
- Liberalizing Research in Sciences and Technology. Studies in Science Policy / Eds. Nadia Asheulova, Binay Kumar Pattnaik, Eduard Kolchinsky, Gregory Sandstrom. St.Petersburg: Politechnika, 2010, 681 pp.

Брошюры
- Ащеулова Н. А., Ерохина К. С. Самуил Аронович Кугель // Материалы к библиографии историков науки и техники. Вып.4. СПб.: Изд.-во «Нестор-История», 2006. 59 с.
- Ащеулова Н. А., Суглобова В. А. Исаак Александрович Майзель. К 90-летнему юбилею //Материалы к биобиблиографии историков науки и техники. СПб.: Нестор-История. 2009. 52 с.

Некоторые статьи
- Ащеулова Н. А., Душина С. А. Академическая карьера молодого ученого // Инновации. № 7 (165), 2012. С. 30-38
- Asheulova, N. International Mobility as a Mechanism for Reproducing the Scientific Elite // Proceedings of the world conclave of scientists on «Regional Cooperation in Science & Technology: Opportunities and Challenges in the context of Globalization». New Delhi, India. 26-29 November, 2010, New Delhi, 2011. P. 210—219.
- Ащеулова Н. А. От редакции. Роберт Мертон и отечественная социология науки // Социология науки и технологий / Гл. ред. специального выпуска Н. А. Ащеулова. 2010. Т.1. № 4. C. 11-24 на русском и английском языках.
- Kumar N., Asheulova N. Comparative analyses of scientific output of BRIC countries // Annals of Library and Information Studies. Vol. 58, September, 2011. P. 228—236.
- Ащеулова Н. А. Мобильность учёных как механизм включения России в мировое научное сообщество // Инновации. 2010, 3 (137). СПб. С.7-11.
- Ащеулова Н. А. Молодые учёные Санкт-Петербурга: барьеры и механизмы адаптации // Инновации. 2009, 1 (123). СПб. С.13-16.
- Ащеулова Н. А., Колчинский Э. И. Реформы науки в России (историко-социологический анализ) // ВИЕТ, 1, 2010. С.95-120.
- Ащеулова Н. А. Социология науки в Ленинграде — Санкт-Петербурге: от истоков до современности // Социология в Ленинграде-Санкт-Петербурге во второй половине XX века: Межвуз. сб. Российская социология. Выпуск IV / под. ред. А. О. Бороноева. СПб.: Изд-во СПбГУ, 2008, С. 192—212.
- Ащеулова Н. А. Институционализация социологии науки в Ленинграде // Труды Объединённого научного совета по гуманитарным проблемам и историко-культурному наследию Санкт-Петербургского научного центра Российской академии наук 2007. СПб.: Наука, 2007. С.118-125.